# Дистанционное управление (фильм)
«Дистанционное управление» (англ. Remote) — кинофильм режиссёра Теда Николау. Комедия, клон фильма «Один дома».

## Сюжет
Из тюрьмы сбежали трое преступников-недотёп. В надежде пересидеть начавшуюся после побега полицейскую облаву они забираются в пустующий дом. На их несчастье, неподалёку живёт мальчик Рэнди, который весьма технически подкован и постоянно возится с различными роботами, машинками, самолётами и другой техникой с дистанционным управлением. Он-то и не даёт преступникам скучать…

## В ролях
- Крис Каррара
- Джессика Боуман
- Джон Дил
- Тони Лонго

## Съёмочная группа
- Режиссёр: Тед Николау
- Продюсер: Альберт Бэнд, Чарльз Бэнд
- Сценарист: Майк Фаррос
- Композитор: Ричард Бэнд
- Оператор: Адольфо Бартоли